# ウェルデイ・ウォーカー
ウェルデイ・ウィルバーフォース・ウォーカー  （ Weldy Wilberforce Walker , 1860年7月27日 - 1937年11月23日）は、1880年代のメジャーリーグベースボールの野球選手（外野手、三塁手、捕手）。オハイオ州スチューベンビル生まれ。 兄のモーゼス・フリート・ウォーカーとともに、現在メジャーリーグで最初にプレイしたアフリカ系アメリカ人とされている。
1884年にトレド・ブルーストッキングスに在籍したモーゼス・フリートと、ウェルデイのウォーカー兄弟であったが、兄モーゼス・フリートが5月1日にデビューし、弟のウェルデイは2か月半後の7月15日にメジャー初出場を果たした。ここから、ウェルデイはメジャーで2番目のアフリカ系アメリカ人メジャーリーガーであるともされる。ウォーカー兄弟のメジャー出場はこの1884年の1年のみであった。
ウォーカー兄弟が出場する5年前、1879年のプロビデンス・グレイズ（NL）に在籍したウィリアム・エドワード・ホワイトがメジャーリーグ初のアフリカ系アメリカ人選手であるという可能性も示唆されている。

## 年度別打撃成績
| 年 度     | 球 団     | 試 合 | 打 席 | 打 数 | 得 点 | 安 打 | 二 塁 打 | 三 塁 打 | 本 塁 打 | 塁 打 | 打 点 | 盗 塁 | 盗 塁 死 | 犠 打 | 犠 飛 | 四 球 | 敬 遠 | 死 球 | 三 振 | 併 殺 打 | 打 率 | 出 塁 率 | 長 打 率 | O P S |
| --------- | --------- | ----- | ----- | ----- | ----- | ----- | -------- | -------- | -------- | ----- | ----- | ----- | -------- | ----- | ----- | ----- | ----- | ----- | ----- | -------- | ----- | -------- | -------- | ----- |
| 1884      | TOL       | 5     | 18    | 18    | 1     | 4     | 1        | 0        | 0        | 5     | 2     | -     | -        | -     | -     | 0     | -     | -     | -     | -        | .222  | .222     | .278     | .500  |
| 通算：1年 | 通算：1年 | 5     | 18    | 18    | 1     | 4     | 1        | 0        | 0        | 5     | 2     | -     | -        | -     | -     | 0     | -     | -     | -     | -        | .222  | .222     | .278     | .500  |